# Thiago Seyboth Wild
Thiago Seyboth Wild, né le 10 mars 2000 à Marechal Cândido Rondon (Paraná), est un joueur de tennis brésilien, professionnel depuis 2017.

## Carrière

### Junior
En 2015, Thiago Seyboth Wild fait ses débuts sur le circuit junior sur lequel il connait de nombreux succès, atteignant la place de no 1 mondial en 2018.
En novembre 2017, il remporte son premier tournoi Future à Antalya puis bat Nicolás Jarry, 99e mondial, au tournoi Challenger de Rio de Janeiro.
En 2018, il remporte le tournoi junior de l'US Open, en battant en finale l'Italien Lorenzo Musetti, après avoir écarté le no 1 mondial Tseng Chun-hsin en demi-finale. Joueur le mieux classé à l'ATP à disputer le tournoi, les organisateurs lui accordent un statut de tête de série no 6 car il ne figure qu'au 52e rang au classement ITF Junior. Cette même année, il reçoit une invitation pour son premier tournoi ATP à São Paulo où il s'incline dès le premier tour face à l'expérimenté Argentin Carlos Berlocq.

### 2019. Premier titre Challenger
En novembre 2019, à l'âge de 19 ans, il remporte son premier Challenger à Guayaquil, entrant pour la première fois dans le top 300 mondial. Avec le titre, il grimpe à la 235e place du classement mondial et devient le troisième meilleur joueur de tennis du Brésil, derrière seulement Thiago Monteiro et João Menezes,.

### 2020: Premier titre ATP et Top 110

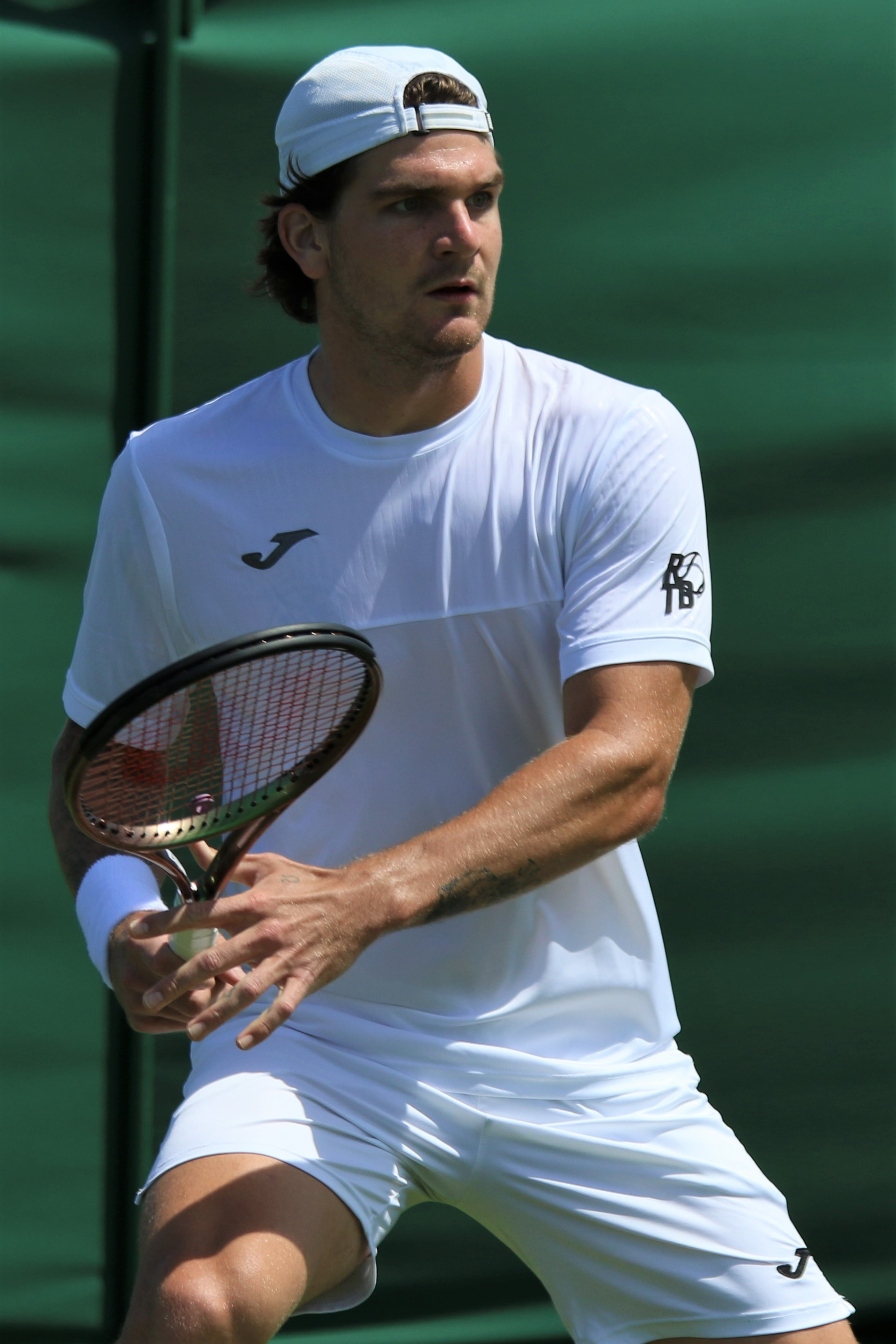
Wild, 2022.

En février 2020, il reçoit une invitation à participer à l'ATP 500 à Rio de Janeiro, où il bat le top 100 espagnol Alejandro Davidovich par 2 sets à 1 (5/7, 7/6 (7-3) et 7/5 ) au 1er tour, dans le match le plus long de l'histoire du tournoi (3h49). Au tour suivant, il affronte le numéro 32 mondial, Borna Coric, perdant 7/6 dans le dernier set. Avec les points obtenus, il entre pour la première fois dans le top 200 mondial le 24 février 2020, bondissant à la 182e position du classement.
La semaine suivante, invité à l'ATP 250 de Santiago, Wild réalise la plus belle campagne de sa carrière : il bat Facundo Bagnis (ancien top 60 mondial), Juan Ignacio Londero (n°63 en monde) et en quart de finale, tête de série n.1 du tournoi, et champion de l'ATP 500 à Rio, le Chilien Cristian Garín, n.18 mondial, par 7/6 et forfait . Avec cela, sa première demi-finale de tournoi ATP arrive. De plus, il se garantit être le joueur de tennis n.2 au Brésil. En demi-finale, il bat facilement Renzo Olivo par 2 sets à 0, dans l'un des plus grands exploits du tennis masculin brésilien : il devient le plus jeune Brésilien à atteindre une finale de ce niveau, surpassant les exploits de Gustavo Kuerten , alors âgé de 20 ans, et Jaime Oncins et Thomaz Bellucci, âgés de 21 ans. Il devient également le premier Brésilien à disputer une finale de niveau ATP depuis que Thomaz Bellucci a été vice-champion à Houston, en avril 2017. En finale, il bat Casper Ruud, n°38 mondial et champion de l'ATP 250 à Buenos Aires deux semaines plus tôt, par 2 sets à 1, devenant champion de l'ATP 250 à Santiago, à 19 ans, dépassant l'exploit de Guga, qui remportait son premier ATP à 20 ans. Wild est également le plus jeune joueur de tennis à remporter un titre sur la tournée latino-américaine sur terre battue depuis que Rafael Nadal a remporté Acapulco, en 2005, à l'âge de 18 ans. De 182e mondial, il a bondi au classement de la semaine suivante jusqu'à la 113e place, très proche d'une vacance directe à Roland Garros. Il devient alors le premier joueur né dans les années 2000 à remporter un titre sur le circuit principal,,.
Après que la saison ait été arrêtée pendant quelques mois en raison de la pandémie de COVID-19, Wild se rendra, en septembre, au Challenger d' Aix-en-Provence, avec la participation de 4 des 100 meilleurs joueurs de tennis au monde et un score de 125 points au champion (le plus gros existant parmi les Challengers, à ce moment-là), et atteint la finale.
Wild a atteint son plus haut classement ATP le 14 septembre 2020, lorsqu'il a atteint la 106e place mondiale.
Au cours des deux saisons suivantes, il n'obtient aucun résultat significatif et chute au-delà de la 400e place.

### 2023. Première finale en double, titres Challenger, première victoire en Major et première victoire dans le top 10

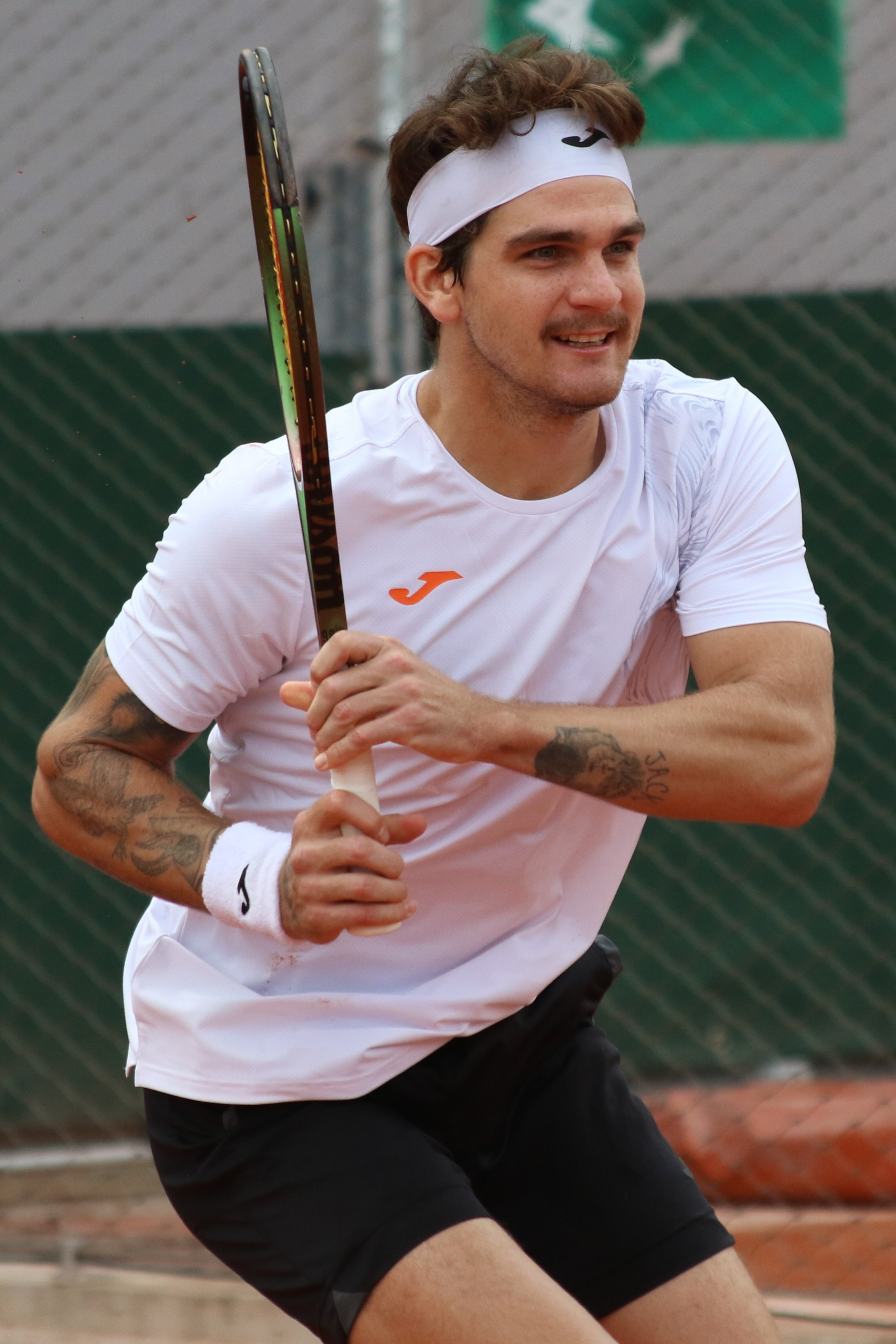
Thiago Seyboth Wild à l'Open de France 2023.

Après deux ans de mauvais résultats, en mars 2023, Thiago Seyboth Wild atteint la finale du Challenger de Santiago, où il perd contre Hugo Dellien. La semaine suivante, il remporte le Challenger de Viña del Mar, battant la tête de série Hugo Gaston. Il revient dans le top 230 du classement en simple le 20 mars 2023,.
Il atteint la finale du double à l'Open du Chili en partenariat avec Matías Soto. En conséquence, il atteint un nouveau classement en carrière en double de 230e le 20 mars 2023.
Le 30 avril, Wild a remporté le tournoi Challenger de Buenos Aires en simple et en double. Avec cela, il est revenu dans le top 200 mondial en simple et est entré pour la première fois dans le top 200 mondial en double,.
En mai, participant à l'Open du Piémont, qui est un événement ATP Challenger Tour 175, il atteint les quarts de finale où il perd face à la tête de série et top 50, l'Argentin Sebastián Báez, en trois sets.
Thiago Seyboth Wild se qualifie pour la première fois pour Roland-Garros. Il participe aux qualifications du tournoi en mai, comme l'un des derniers classés. Il remporte ses trois matchs contre Antoine Bellier, Ričardas Berankis et Dominik Köpfer en perdant un seul set. Le 30 mai, il élimine Daniil Medvedev, numéro 2 mondial, lors du premier tour de Roland-Garros en cinq sets (7-6, 6-7, 2-6, 6-3, 6-4) au terme de plus de quatre heures de jeu. Après la défaite, Medvedev a déclaré à propos de Wild que "s'il continue à jouer comme ça, il fera partie du top 30 mondial". Ensuite, il a battu l'ancien top 20 Guido Pella pour passer au troisième tour d'un Major pour la première fois de sa carrière. Au 3e tour, face à la tête de série n.27 du tournoi, le Japonais Yoshihito Nishioka, Wild a tout de même ouvert 2 sets à 1, mais a succombé à la fatigue (il en était déjà à son sixième match du tournoi), étant éliminé par 3 sets à 2,.
Non classé pour participer aux tournois sur gazon, Wild fait sa préparation et entre dans le tournoi de qualification de Wimbledon. Il bat Jelle Sels et Pierre-Hugues Herbert, mais au dernier tour des qualifications, face à Tomás Barrios Vera, au début du 5e et dernier set, il subit une légère entorse à la cheville qui lui coûte sa place à Wimbledon. Wild décide alors de concourir sur terre battue au Challenger de Karlsruhe, en Allemagne.
Après avoir atteint les quarts de finale à Karlsruhe, et les demi-finales du Challenger 125 à Brunswick, tous deux en Allemagne, Wild devient pour la première fois le joueur de tennis numéro 1 au Brésil, dépassant Thiago Monteiro, qui a passé 5 ans à ce poste.
Wild fait son entrée dans le top 100 mondial pour la première fois en septembre 2023 après avoir remporté le Challenger de Côme, en Italie où il bat l'ancien top 20 Benoît Paire en demi-finale et l'ancien top 40 Pedro Martínez en finale, remportant son 4e titre Challenger en carrière, son 3e de l'année,.
La semaine suivante, en participant au Challenger 125 de Gênes, Wild remporte le deuxième Challenger consécutif et le quatrième de l'année, battant l'ancien top 10 mondial Fabio Fognini en finale, atteignant ainsi le top 80 mondial et étant le joueur de tennis avec le plus de titres Challenger en 2023.
Dans la dernière ligne droite de la saison 2023, il dispute quatre tournois ATP sur courts rapides indoor (Stockholm, Bâle, Paris-Bercy et Metz), une première dans sa carrière, dans le but d'évoluer et de mieux s'adapter à ce type de sol.

### 2024. Premier quart de finale de l'ATP 500, victoires au Masters et troisième tour, top 60
Wild a participé au tableau principal de l'US Open pour la première fois de sa vie, après avoir été tiré au sort pour affronter la tête de série numéro 5 du tournoi, Andrey Rublev. Même si Wild n'était pas favori, il a cherché l'égalité dans le match après avoir perdu 2 sets à 0 et était sur le point d'éliminer le Russe, amenant le match au tie-break du 5e et dernier set, terminant le match avec des sets de 7-5, 6-3, 3-6, 4-6 et 7-6 (10-6) en faveur de Rublev. Rublev a félicité le Brésilien après le match, affirmant que « Wild est un joueur très dangereux et talentueux »,,,.
Lors de l'ATP 500 de Rio de Janeiro, Wild atteint pour la première fois les quarts de finale d'un ATP 500, battant Alejandro Tabilo et Jaume Munar. Face à la tête de série numéro 2 et actuel champion du tournoi, le numéro 23 mondial Cameron Norrie, Wild remporte un set, mais finit par être éliminé par 2 sets à 1. Il atteint ainsi son record personnel, no 73 mondial, fin février.
Lors de l'ATP 250 au Chili, en battant Roman Burruchaga au premier tour, il entre dans le top 70 mondial pour la première fois de sa carrière.
Désormais classé no 65 mondial, Wild entre au Masters 1000 d'Indian Wells en tant que tête de série no 1 lors des qualifications. Après avoir remporté 2 matchs facilement, il entre dans le tableau principal contre l'Américain Jeffrey John Wolf, contre qui il s'impose également facilement, obtenant ainsi sa première victoire dans le tableau principal d'un Masters 1000. Au deuxième tour, Wild affronté le no 15 mondial, le Russe Karen Khachanov, et réalise l'une de ses meilleures performances en carrière en battant l'ancien top 10 mondial en deux sets. Depuis la performance de Thomaz Bellucci à Rome en 2016, un Brésilien n'avait plus remporté deux matchs consécutifs dans le tableau principal d'un Masters 1000.
Wild se qualifie également pour le tableau principal du Masters 1000 de Miami après deux victoires en qualification. Il bat Nuno Borges pour enregistrer sa première victoire dans ce tournoi. Il affronte au deuxième tour le numéro 1 américain, le numéro 13 mondial Taylor Fritz et s'impose en deux sets, sans subir de break,,. Dans une bataille de 3 heures contre la tête de série n°23 Nicolás Jarry, où tous deux ont servi à un niveau élevé tout au long du match, Wild est éliminé par 2 sets à 1.
Wild entre dans le tableau principal du Masters 1000 à Madrid, où il affronte Roman Safiullin. Wild bat le numéro 42 mondial russe en deux sets. Au deuxième tour, il affronte Lorenzo Musetti, 29e mondial, et gagne en deux sets, atteignant le troisième tour où il affronte le double champion du Masters 1000 de Madrid et ancien numéro 1 mondial Carlos Alcaraz. Il s'incline sur un double 6-3. Wild atteint le meilleur classement de sa carrière, numéro 61 mondial, égalant le meilleur classement de Thiago Monteiro et devenant le 14e meilleur joueur de tennis brésilien de tous les temps,,.
Au Masters 1000 de Rome, Wild élimine Grégoire Barrère, puis au deuxième tour il est éliminé par l'Argentin Tomás Martín Etcheverry, top 30 mondial. Grâce à ce résultat, il a atteint son meilleur classement en carrière, devenant 58e au monde,,,,.

## Palmarès

### Titre en simple messieurs
| No | Date       | Nom et lieu du tournoi             | Catégorie | Dotation  | Surface      | Finaliste   | Score         |          |
| -- | ---------- | ---------------------------------- | --------- | --------- | ------------ | ----------- | ------------- | -------- |
| 1  | 24-02-2020 | Chile Dove Men+Care Open, Santiago | ATP 250   | 604 010 $ | Terre (ext.) | Casper Ruud | 7-5, 4-6, 6-3 | Parcours |

### Finale en double messieurs
| No | Date       | Nom et lieu du tournoi       | Catégorie | Dotation  | Surface      | Vainqueurs                         | Partenaire  | Score             |          |
| -- | ---------- | ---------------------------- | --------- | --------- | ------------ | ---------------------------------- | ----------- | ----------------- | -------- |
| 1  | 27-02-2023 | Movistar Chile Open Santiago | ATP 250   | 642 735 € | Terre (ext.) | Andrea Pellegrino Andrea Vavassori | Matías Soto | 6-4, 3-6, [12-10] | Parcours |

## Parcours dans les tournois duGrand Chelem

### En simple
| Année | Open d'Australie | Open d'Australie | Internationaux de France | Internationaux de France | Wimbledon      | Wimbledon         | US Open         | US Open       |
| ----- | ---------------- | ---------------- | ------------------------ | ------------------------ | -------------- | ----------------- | --------------- | ------------- |
| 2020  | —                | —                | —                        | —                        | Annulé         | Annulé            | 1er tour (1/64) | Daniel Evans  |
|       |                  |                  |                          |                          |                |                   |                 |               |
| 2023  | —                | —                | 3e tour (1/16)           | Y. Nishioka              | —              | —                 | —               | —             |
| 2024  | 1er tour (1/64)  | Andrey Rublev    | 1er tour (1/64)          | Gaël Monfils             | 2e tour (1/32) | Holger Rune       | 1er tour (1/64) | Andrey Rublev |
| 2025  | 1er tour (1/64)  | Fábián Marozsán  | Q2                       | Geoffrey Blancaneaux     | Q1             | Mikhail Kukushkin |                 |               |

N.B. : à droite du résultat se trouve le nom de l'ultime adversaire.

### En double messieurs
| 2024 | 1er tour (1/32) S. Báez \|\| style="text-align:left;" \| A. Müller S. Ofner | 2e tour (1/16) S. Báez \|\| Forfait | 1er tour (1/32) T. Monteiro \|\| style="text-align:left;" \| M. Granollers H. Zeballos | 1er tour (1/32) P. Kotov \|\| style="text-align:left;" \| R. Carballés Baena F. Coria |

N.B. : le nom du partenaire se trouve sous le résultat ; les noms des ultimes adversaires se trouvent à droite.

## Parcours dans lesMasters 1000
| Année | Indian Wells         | Miami                | Monte-Carlo | Madrid             | Rome                     | Canada | Cincinnati | Shanghai            | Paris |
| ----- | -------------------- | -------------------- | ----------- | ------------------ | ------------------------ | ------ | ---------- | ------------------- | ----- |
| 2021  | —                    | 1er tour D. E. Galán | —           | —                  | —                        | —      | —          | n.o.                | —     |
|       |                      |                      |             |                    |                          |        |            |                     |       |
| 2024  | 3e tour F. Marozsán  | 3e tour N. Jarry     | —           | 3e tour C. Alcaraz | 2e tour T. M. Etcheverry | —      | —          | 2e tour D. Medvedev | —     |
| 2025  | 2e tour S. Tsitsipás | 1er tour Q. Halys    | —           | —                  | 2e tour H. Dellien       |        |            |                     |       |

N.B. : sous le résultat se trouve le nom de l’ultime adversaire.

## Victoires sur le top 10
Toutes ses victoires sur des joueurs classés dans le top 10 de l'ATP lors de la rencontre.
| Légende      |
| ------------ |
| Grand Chelem |
| Masters 1000 |
| ATP 500      |
| ATP 250      |
| Coupe Davis  |

| # | T.S.W. | Tournoi       | Année | Surface      | Adversaire      | Rang | Tour | Score                     |
| - | ------ | ------------- | ----- | ------------ | --------------- | ---- | ---- | ------------------------- |
| 1 | no 172 | Roland-Garros | 2023  | Terre battue | Daniil Medvedev | no 2 | 1/64 | 7-65, 66-7, 2-6, 6-3, 6-4 |

## Classements ATP en fin de saison
| Année          | 2017 | 2018 | 2019 | 2020 | 2021 | 2022 | 2023 | 2024 |
| Rang en simple | 605  | 536  | 213  | 116  | 132  | 392  | 79   | 74   |
| Rang en double | 1126 | 1150 | 398  | 541  | 588  | 454  | 269  | 420  |

Source : (en) Classements de Thiago Seyboth Wild sur le site officiel de la Fédération internationale de tennis